# العلاقات اللاتفية اللاوسية
العلاقات اللاتفية اللاوسية هي العلاقات الثنائية التي تجمع بين لاتفيا ولاوس.

## مقارنة بين البلدين
هذه مقارنة عامة ومرجعية للدولتين:
| وجه المقارنة                                              | لاتفيا                                             | لاوس        |
| --------------------------------------------------------- | -------------------------------------------------- | ----------- |
| المساحة (كم2)                                             | 64.59 ألف                                          | 236.80 ألف  |
| عدد السكان (نسمة)                                         | 1.93 مليون                                         | 6.86 مليون  |
| الكثافة السكانية (ن./كم²)                                 | 29.88                                              | 28.97       |
| العاصمة                                                   | ريغا                                               | فيينتيان    |
| اللغة الرسمية                                             | اللغة اللاتفية                                     | اللغة اللاو |
| العملة                                                    | يورو، لاتس لاتفي، الروبل اللاتفي ‏، الروبل اللاتفي ‏ | كيب لاوي    |
| الناتج المحلي الإجمالي (بليون دولار)                      | 30.26 مليار                                        | 16.85 مليار |
| الناتج المحلي الإجمالي (تعادل القوة الشرائية) بليون دولار | 49.24 مليار                                        | 38.71 مليار |
| الناتج المحلي الإجمالي الاسمي للفرد دولار أمريكي          | 14.06 ألف                                          | 1.82 ألف    |
| الناتج المحلي الإجمالي للفرد دولار أمريكي                 | 23.55 ألف                                          |             |
| مؤشر التنمية البشرية                                      | 0.819                                              | 0.575       |
| رمز المكالمات الدولي                                      | +371                                               | +856        |
| رمز الإنترنت                                              | .lv                                                | .la         |
| المنطقة الزمنية                                           | ت ع م+02:00، ت ع م+03:00، أوروبا/ريغا ‏             | ت ع م+07:00 |

## منظمات دولية مشتركة
يشترك البلدان في عضوية مجموعة من المنظمات الدولية، منها:
| علم المنظمة | اسم المنظمة                        | تاريخ انضمام لاتفيا | تاريخ انضمام لاوس |
| ----------- | ---------------------------------- | ------------------- | ----------------- |
|             | منظمة حظر الأسلحة الكيميائية       | ?                   | ?                 |
|             | البنك الدولي للإنشاء والتعمير      | 11 أغسطس 1992       | 5 يوليو 1961      |
|             | الأمم المتحدة                      | 17 سبتمبر 1991      | 14 ديسمبر 1955    |
|             | منظمة الشرطة الجنائية الدولية      | ?                   | ?                 |
|             | وكالة ضمان الاستثمار متعدد الأطراف | 21 أغسطس 1998       | 5 أبريل 2000      |
|             | يونسكو                             | 9 يوليو 1951        | 9 يوليو 1951      |
|             | مؤسسة التنمية الدولية              | 11 أغسطس 1992       | 28 أكتوبر 1963    |
|             | مؤسسة التمويل الدولية              | 29 سبتمبر 1993      | 29 يناير 1992     |

## وصلات خارجية
- موقع وزارة الخارجية اللاتفية